# Kalavasós
Kalavasós (grec moderne : Καλαβασός) est un village de Chypre de plus de 737 habitants.